# Ted Moore
Ted Moore (Benoni, 7 de agosto de 1914 – 1987) foi um diretor de fotografia sul-africano, mais conhecido por trabalhar em sete filmes da franquia James Bond.

## Biografia
Moore nasceu em Benoni, Gauteng, África do Sul, em 7 de agosto de 1914. Ele se mudou para a Inglaterra aos dezesseis anos, servindo na Força Aérea Real durante a Segunda Guerra Mundial. Na guerra ele também serviu em uma unidade que filmava as operações da força aérea a partir dos aviões.
Após a guerra, Moore trabalhou como operador de câmera em vários filmes como The African Queen, The Red Beret, Hell Below Zero e The Black Knight. Seu primeiro trabalho como diretor de fotografia veio em 1955, no filme A Prize of Gold. Nos anos seguintes ele continuou a trabalhar como diretor de fotografia em filmes como The Cockleshell Heroes, Zarak, Johnny Nobody, The Trials of Oscar Wilde e The Day of the Triffids.
Em 1962, o produtor Albert R. Broccoli e o diretor Terence Young o escolheram para ser o diretor de fotografia do primeiro filme da série James Bond, Dr. No. Moore trabalharia em seis outros filmes da franquia: From Russia with Love, Goldfinger, Thunderball, Diamonds Are Forever, Live and Let Die e partes de The Man with the Golden Gun, sendo substituido por Oswald Morris por causa de sua saúde.
Outros filmes que ele trabalhou incluem The Prime of Miss Jean Brodie, The Golden Voyage of Sinbad, Orca e Clash of the Titans.
Moore venceu um Oscar de Melhor Fotografia em 1967 por seu trabalho no filme A Man for All Seasons. Ele também venceu dois BAFTA de Melhor Fotografia Britânica (Cor): o primeiro em 1964 por From Russia with Love e o segundo em 1967 por A Man For All Seasons.